# Europaspiele 2023/Teilnehmer (Portugal)
| Gelbes Symbol für Goldmedaillen mit stilisierten Olympischen Ringen | Graues Symbol für Silbermedaillen mit stilisierten Olympischen Ringen | Braundes Symbol für Bronzemedaillen mit stilisierten Olympischen Ringen |
| ------------------------------------------------------------------- | --------------------------------------------------------------------- | ----------------------------------------------------------------------- |
| 3                                                                   | 7                                                                     | 6                                                                       |

Portugal nahm an den Europaspielen 2023 in Krakau teil. Insgesamt erhielt das Land drei Gold-, sieben Silber- und 6 Bronzemedaillen, womit Portugal Platz 21 des Medaillenspiegels belegte. Insgesamt nahmen 210 Athleten in 23 von 30 Sportarten teil.

## Medaillengewinner

### Medaillengewinner
| Name/n | Sportart       | Wettkampf                            |
| --- | -------------- | ------------------------------------ |
| Gold |                |                                      |
| Auriol Dongmo | Leichtathletik | Kugelstoßen Frauen                   |
| Messias Baptista | Kanu           | K1 200 m Männer                      |
| Teresa Portela / Kevin Santos | Kanu           | C2 500 m Mixed                       |
| Silber |                |                                      |
| João Coelho | Leichtathletik | 400 m Männer                         |
| Isaac Nader | Leichtathletik | 1500 m Männer                        |
| Fernando Pimenta | Kanu           | K1 500 m                             |
| Miguel Frazão | Fechten        | Degen Männer                         |
| Gonçalo Noite | Muay Thai      | Halbmittelgewicht (bis 71 kg) Männer |
| Matilde Maria Ro | Muay Thai      | Federgewicht (bis 57 kg) Frauen      |
| Marcos Freitas | Tischtennis    | Männer Einzel                        |
| Bronze |                |                                      |
| Inês Cruz Cristiana Costa Érica Ferreira Joana Flores Mélissa Gomes Jamila Marreiros Catarina Mesquita Petra Reis Andreia Silva Marta Simões Ema Toscano Sofia Vicente | Beachsoccer    | Mannschaft Frauen                    |
| Francisca Laia | Kanu           | K1 200 m Frauen                      |
| Ana Carrico da Cruz | Karate         | Kata Frauen                          |
| Afonso Fazendeiro / Miguel Oliveira | Padel          | Männer Doppel                        |
| João Azevedo José Manuel Bruno Faria Armelim Coelho Rodrigues | Schießen       | Trap Mannschaft                      |

## Teilnehmer nach Sportarten

### Badminton
| Athleten         | Wettbewerb | Vorrunde | Vorrunde | Vorrunde | Achtelfinale  | Achtelfinale  | Viertelfinale | Viertelfinale | Halbfinale    | Halbfinale    | Finale        | Finale        | Rang |
| Athleten         | Wettbewerb | Gegner   | Erg.     | Rang     | Gegner        | Erg.          | Gegner        | Erg.          | Gegner        | Erg.          | Gegner        | Erg.          | Rang |
| ---------------- | ---------- | -------- | -------- | -------- | ------------- | ------------- | ------------- | ------------- | ------------- | ------------- | ------------- | ------------- | ---- |
| Männer           |            |          |          |          |               |               |               |               |               |               |               |               |      |
| Bernardo Atilano | Einzel     | T. Künzi | 0:2      | 3        | ausgeschieden | ausgeschieden | ausgeschieden | ausgeschieden | ausgeschieden | ausgeschieden | ausgeschieden | ausgeschieden | =17  |
| Bernardo Atilano | Einzel     | Kert     | 2:1      | 3        | ausgeschieden | ausgeschieden | ausgeschieden | ausgeschieden | ausgeschieden | ausgeschieden | ausgeschieden | ausgeschieden | =17  |
| Bernardo Atilano | Einzel     | Popov    | 0:2      | 3        | ausgeschieden | ausgeschieden | ausgeschieden | ausgeschieden | ausgeschieden | ausgeschieden | ausgeschieden | ausgeschieden | =17  |

### Beachhandball

#### Männer
| Wettbewerb    | Männer |
| ------------- | --- |
| Teilnehmer    | André Silva, Diogo Ferreira, Francisco Santos, Gabriel Conceição, José Silva, Milton Estrelinha, Rafael Paulo, Ricardo Castro, Rui Rodrigues, Simão Santos, Tiago Costa, Tomás Van-Zeller |
| Gruppenphase  | Ungarn 0:2 Kroatien 0:2 Deutschland 1:2 |
| Viertelfinale | Norwegen 2:1 |
| Halbfinale    | Ungarn 0:2 |
| Bronze/Finale | Dänemark 1:2 |
| Platzierung   | 4 |

#### Frauen
| Wettbewerb            | Frauen |
| --------------------- | --- |
| Teilnehmerinnen       | Ana Ursu, Carolina Loureiro, Catarina Oliveira, Catarina Teixeira, Cristiana Morgado, Diana Mendes, Joana Resende, Maria João Santos, Mariana Rocha, Sara Barbosa, Sofia Rego, Sofia Gonçalves |
| Gruppenphase          | Niederlande 0:2 Deutschland 0:2 Griechenland 2:1 |
| Viertelfinale         | Dänemark 0:2 |
| Platzierungsrunde 5–8 | Polen 2:1 |
| Platzierungsrunde 5–6 | Niederlande 0:2 |
| Platzierung           | 6 |

### Beachsoccer

#### Männer
| Wettbewerb    | Männer |
| ------------- | --- |
| Teilnehmer    | Duarte Algarvio Elinton Andrade Rúben Brilhante Rui Coimbra André Lourenço Rodrigo Pinhal Miguel Pintado Rúben Regufe Bernardo Santos Jordan Santos Léonardo Santos Bruno Torres |
| Trainer       | Mário Narciso |
| Gruppenphase  | Spanien 7:5 Aserbaidschan 5:2 Polen 6:2 |
| Halbfinale    | Schweiz 4:4 (3:4 n. N.) |
| Bronze/Finale | Spanien 5:5 (0:2 n. N.) |
| Platzierung   | 4 |

#### Frauen
| Wettbewerb      | Frauen |
| --------------- | --- |
| Teilnehmerinnen | Inês Cruz Cristiana Costa Érica Ferreira Joana Flores Mélissa Gomes Jamila Marreiros Catarina Mesquita Petra Reis Andreia Silva Marta Simões Ema Toscano Sofia Vicente |
| Trainer         | Alan Cavalcanti |
| Gruppenphase    | Tschechien 5:1 Polen 2:1 |
| Halbfinale      | Ukraine 1:3 |
| Bronze/Finale   | Polen 2:2 (3:0 n. N.) |
| Platzierung     | Bronze |

### Bogenschießen

#### Recurve
| Athleten      | Wettbewerb | Platzierungsrunde | Platzierungsrunde | 1. Runde (32er) | 1. Runde (32er) | 2. Runde (16er)  | 2. Runde (16er) | Achtelfinale  | Achtelfinale  | Viertelfinale | Viertelfinale | Halbfinale    | Halbfinale    | Finale        | Finale        | Rang |
| Athleten      | Wettbewerb | Ringe             | Rang              | Gegner          | Erg.            | Gegner           | Erg.            | Gegner        | Erg.          | Gegner        | Erg.          | Gegner        | Erg.          | Gegner        | Erg.          | Rang |
| ------------- | ---------- | ----------------- | ----------------- | --------------- | --------------- | ---------------- | --------------- | ------------- | ------------- | ------------- | ------------- | ------------- | ------------- | ------------- | ------------- | ---- |
| Nuno Carneiro | Einzel     | 622               | 45                | —               | —               | Nicolas Bernardi | 2:6             | ausgeschieden | ausgeschieden | ausgeschieden | ausgeschieden | ausgeschieden | ausgeschieden | ausgeschieden | ausgeschieden | =33  |

### Boxen
| Athleten     | Wettbewerb                     | 1. Runde          | 1. Runde   | 2. Runde             | 2. Runde      | Achtelfinale    | Achtelfinale  | Viertelfinale | Viertelfinale | Halbfinale    | Halbfinale    | Finale        | Finale        | Rang |
| Athleten     | Wettbewerb                     | Gegner            | Ergebnis   | Gegner               | Ergebnis      | Gegner          | Ergebnis      | Gegner        | Ergebnis      | Gegner        | Ergebnis      | Gegner        | Ergebnis      | Rang |
| ------------ | ------------------------------ | ----------------- | ---------- | -------------------- | ------------- | --------------- | ------------- | ------------- | ------------- | ------------- | ------------- | ------------- | ------------- | ---- |
| Frauen       |                                |                   |            |                      |               |                 |               |               |               |               |               |               |               |      |
| Rita Soares  | Halbfliegengewicht (bis 50 kg) | —                 | —          | Anakhanim Ismayilova | Sieg          | Laura Fernandez | Niederlage    | ausgeschieden | ausgeschieden | ausgeschieden | ausgeschieden | ausgeschieden | ausgeschieden | =9   |
| Männer       |                                |                   |            |                      |               |                 |               |               |               |               |               |               |               |      |
| Diogo Semedo | Halbmittelgewicht (bis 71 kg)  | Nikolai Terterjan | Niederlage | ausgeschieden        | ausgeschieden | ausgeschieden   | ausgeschieden | ausgeschieden | ausgeschieden | ausgeschieden | ausgeschieden | ausgeschieden | ausgeschieden | =32  |

### Breaking
| Athleten        | Wettbewerb | Vorrunde | Vorrunde | Vorrunde | Vorrunde | Vorrunde | Vorrunde | Viertelfinale | Viertelfinale | Halbfinale    | Halbfinale    | Finale        | Finale        | Rang |
| Athleten        | Wettbewerb | Gegner   | Erg.     | Gegner   | Erg.     | Gegner   | Erg.     | Gegner        | Erg.          | Gegner        | Erg.          | Gegner        | Erg.          | Rang |
| --------------- | ---------- | -------- | -------- | -------- | -------- | -------- | -------- | ------------- | ------------- | ------------- | ------------- | ------------- | ------------- | ---- |
| Frauen          |            |          |          |          |          |          |          |               |               |               |               |               |               |      |
| Vanessa Farinha | B-Girls    | Stefani  | 0:2      | Nadia    | 1:1      | Camine   | 2:0      | Anti          | 0:2           | ausgeschieden | ausgeschieden | ausgeschieden | ausgeschieden | 6    |

### Fechten
| Athleten       | Wettbewerb       | Vorrunde | Vorrunde | 1. Runde      | 1. Runde      | 2. Runde      | 2. Runde      | 3. Runde      | 3. Runde      | Achtelfinale  | Achtelfinale  | Viertelfinale | Viertelfinale | Halbfinale    | Halbfinale    | Finale        | Finale        | Rang          |
| Athleten       | Wettbewerb       | S:N      | Rang     | Gegner        | Erg.          | Gegner        | Erg.          | Gegner        | Erg.          | Gegner        | Erg.          | Gegner        | Erg.          | Gegner        | Erg.          | Gegner        | Erg.          | Rang          |
| -------------- | ---------------- | -------- | -------- | ------------- | ------------- | ------------- | ------------- | ------------- | ------------- | ------------- | ------------- | ------------- | ------------- | ------------- | ------------- | ------------- | ------------- | ------------- |
| Frauen         |                  |          |          |               |               |               |               |               |               |               |               |               |               |               |               |               |               |               |
| Fabiana Bonito | Degen            | 1:5      | 7        | —             | —             | ausgeschieden | ausgeschieden | ausgeschieden | ausgeschieden | ausgeschieden | ausgeschieden | ausgeschieden | ausgeschieden | ausgeschieden | ausgeschieden | ausgeschieden | ausgeschieden | ausgeschieden |
| Mariana Alvim  | Degen            | 4:2      | 2        | —             | —             | Zurawska      | 13:8          | Favre         | 8:15          | ausgeschieden | ausgeschieden | ausgeschieden | ausgeschieden | ausgeschieden | ausgeschieden | ausgeschieden | ausgeschieden | 32            |
| Marta Caride   | Florett          | 1:5      | 5        | —             | —             | ausgeschieden | ausgeschieden | ausgeschieden | ausgeschieden | ausgeschieden | ausgeschieden | ausgeschieden | ausgeschieden | ausgeschieden | ausgeschieden | ausgeschieden | ausgeschieden | ausgeschieden |
| Männer         |                  |          |          |               |               |               |               |               |               |               |               |               |               |               |               |               |               |               |
| Felipe Frazão  | Degen            | 3:3      | 5        | Freilos       | Freilos       | Čupr          | 15:12         | Schmidt       | 15:8          | Koch          | 15:14         | Frazão        | 14:15         | ausgeschieden | ausgeschieden | ausgeschieden | ausgeschieden | ausgeschieden |
| Max Rod        | Degen            | 2:3      | 4        | Mnatsakanyam  | 15:7          | Galabov       | 15:10         | Kolanczyk     | 15:13         | Nycz          | 15:11         | Stankevych    | 8:15          | ausgeschieden | ausgeschieden | ausgeschieden | ausgeschieden | ausgeschieden |
| Miguel Frazão  | Degen            | 3:3      | 4        | Freilos       | Freilos       | Giannotte     | 15:13         | Osten         | 15:9          | Bielec        | 15:14         | Frazão        | 15:14         | Stankevych    | 11:10         | Tulen         | 10:15         | Silber        |
| Luís Macedo    | Florett          | 1:5      | 6        | ausgeschieden | ausgeschieden | ausgeschieden | ausgeschieden | ausgeschieden | ausgeschieden | ausgeschieden | ausgeschieden | ausgeschieden | ausgeschieden | ausgeschieden | ausgeschieden | ausgeschieden |               |               |
| Mannschaft     | Degen Mannschaft | —        | —        | —             | —             | —             | —             | Belgien       | 43:45:21      | ausgeschieden | ausgeschieden | ausgeschieden | ausgeschieden | ausgeschieden | ausgeschieden | ausgeschieden | ausgeschieden | ausgeschieden |

### Judo
| Athleten | Wettbewerb | 1. Runde  | 1. Runde | Achtelfinale | Achtelfinale | Viertelfinale | Viertelfinale | Entscheidungsspiel | Entscheidungsspiel | Finale  | Finale   | Rang |
| Athleten | Wettbewerb | Gegner    | Ergebnis | Gegner       | Ergebnis     | Gegner        | Ergebnis      | Gegner             | Ergebnis           | Gegner  | Ergebnis | Rang |
| -------- | ---------- | --------- | -------- | ------------ | ------------ | ------------- | ------------- | ------------------ | ------------------ | ------- | -------- | ---- |
| Mixed    |            |           |          |              |              |               |               |                    |                    |         |          |      |
| Portugal | Mannschaft | Bulgarien | 4:1      | Griechenland | 4:1          | Niederlande   | 0:4           | Ungarn             | 3:4                | Italien | 0:4      | 4.   |

### Kanurennsport
| Athleten                                                  | Wettbewerb | Vorlauf      | Vorlauf | Vorlauf       | Halbfinale                      | Halbfinale                      | Halbfinale                      | Finale             | Finale             | Rang               |                    |
| Athleten                                                  | Wettbewerb | Zeit         | Rang    | Qualifikation | Zeit                            | Rang                            | Qualifikation                   | Zeit               | Rang               | Rang               |                    |
| --------------------------------------------------------- | ---------- | ------------ | ------- | ------------- | ------------------------------- | ------------------------------- | ------------------------------- | ------------------ | ------------------ | ------------------ | ------------------ |
| Frauen                                                    |            |              |         |               |                                 |                                 |                                 |                    |                    |                    |                    |
| Francisca Laia                                            | K1 200 m   | 40,173 s     | 3       | A-Finale      | bereits für Finale qualifiziert | bereits für Finale qualifiziert | bereits für Finale qualifiziert | 41,058 s           | 3                  | Bronze             |                    |
| Joana Vasconcelos                                         | K1 200 m   | 1:36,364 min | 5       | Halbfinale    | 1:54,407                        | 3                               | A-Finale                        | 1:53,613 min       | 9                  | 9                  |                    |
| Beatriz Fernandes                                         | C1 200 m   | 48,972 s     | 5       | Halbfinale    | 50,064                          | 4                               | NQ                              | nicht qualifiziert | nicht qualifiziert | nicht qualifiziert | nicht qualifiziert |
| Beatriz Fernandes Inês Penetra                            | C2 500 m   | 2:04,183 min | 5       | Halbfinale    | 2:05,618 min                    | 4                               | A-Finale                        | 2:05,296 min       | 8                  | 8                  |                    |
| Francisca Laia Joana Vasconcelos Maria Rei Teresa Portela | K4 500 m   | 1:36,364     | 5       | Halbfinale    | 1:34,889                        | 1                               | A-Finale                        | 1:34,651 min       | 7                  | 7                  |                    |
| Männer                                                    |            |              |         |               |                                 |                                 |                                 |                    |                    |                    |                    |
| Messias Baptista                                          | K1 200 m   | 34,622 s     | 2       | A-Finale      | bereits qualifiziert            | bereits qualifiziert            | bereits qualifiziert            | 36,845 s           | 1                  | Gold               |                    |
| Fernando Pimenta                                          | K1 500 m   | 1:41,95 min  | 5       | Halbfinale    | 1:39,514 min                    | A-Finale                        | 1:37,358 min                    | 2                  | Silber             |                    |                    |
| Messias Baptista João Ribeiro                             | K2 500 m   | 1:29,682 min | 1       | A-Finale      | bereits für Finale qualifiziert | bereits für Finale qualifiziert | bereits für Finale qualifiziert | 1:29,870 min       | 4                  | 4                  |                    |
| Emanuel Silva Kevin Santos David Varela Fernando Pimenta  | K4 500 m   | 1:23,505 min | 7       | Halbfinale    | 1:24,045 min                    | 7                               | NQ                              | nicht qualifiziert | nicht qualifiziert | nicht qualifiziert |                    |
| Marco Apura Bruno Afonso                                  | C2 500 m   | 1:46,504 min | 6       | Halbfinale    | 1:47,1 min                      | 6                               | NQ                              | nicht qualifiziert | nicht qualifiziert | nicht qualifiziert |                    |
| Mixed                                                     |            |              |         |               |                                 |                                 |                                 |                    |                    |                    |                    |
| Kevin Santos Teresa Portela                               | K2 200 m   | 34,395 s     | 3       | A-Finale      | bereits für Finale qualifiziert | bereits für Finale qualifiziert | bereits für Finale qualifiziert | 34,260 s           | 1                  | Gold               |                    |
| Inês Penetra Hélder Silva                                 | C2 200 m   | 41,120 s     | 4       | Halbfinale    | 40,644 s                        | 2                               | A-Finale                        | 41,733 s           | 7                  | 7                  |                    |

### Karate
| Athleten     | Wettbewerb       | Gruppenphase           | Gruppenphase | Gruppenphase     | Gruppenphase | Gruppenphase   | Gruppenphase | Gruppenphase | Halbfinale          | Halbfinale    | Finale        | Finale        | Rang   |
| Athleten     | Wettbewerb       | Gegner                 | Ergebnis     | Gegner           | Ergebnis     | Gegner         | Ergebnis     | Rang         | Gegner              | Ergebnis      | Gegner        | Ergebnis      | Rang   |
| ------------ | ---------------- | ---------------------- | ------------ | ---------------- | ------------ | -------------- | ------------ | ------------ | ------------------- | ------------- | ------------- | ------------- | ------ |
| Frauen       |                  |                        |              |                  |              |                |              |              |                     |               |               |               |        |
| Ana Cruz     | Kata             | Polónia Anna Kowalska  | Sieg         | Veronika Miskov  | Sieg         | Helvetia Taily | Niederlage   | 2            | Paola Garcia Lozano | Niederlage    | –             | –             | Bronze |
| Männer       |                  |                        |              |                  |              |                |              |              |                     |               |               |               |        |
| Tiago Duarte | Kumite bis 60 kg | Itália Daniele de Vivo | 0:5          | Andrii Zaplitnyi | 0:2          | Farid Aghayev  | 0:0          | 4            | ausgeschieden       | ausgeschieden | ausgeschieden | ausgeschieden | =7     |

### Leichtathletik
| Wettbewerb  | Wettbewerb | Punkte | Punkte | Punkte | Punkte | Punkte | Punkte | Punkte     | Punkte    | Punkte    | Punkte      | Punkte           | Punkte      | Punkte    | Punkte     | Punkte     | Punkte         | Punkte     | Punkte     | Punkte     | Punkte | Rang |
| Wettbewerb  | Wettbewerb | 100 m  | 200 m  | 400 m  | 800 m  | 1500 m | 5000 m | 110 m Hü.* | 400 m Hü. | 4 × 100 m | 4 × 400 m** | 3000 m Hindernis | Kugelstoßen | Speerwurf | Hammerwurf | Diskuswurf | Stabhochsprung | Hochsprung | Dreisprung | Weitsprung | Gesamt | Rang |
| ----------- | ---------- | ------ | ------ | ------ | ------ | ------ | ------ | ---------- | --------- | --------- | ----------- | ---------------- | ----------- | --------- | ---------- | ---------- | -------------- | ---------- | ---------- | ---------- | ------ | ---- |
| 1. Division | Männer     | 7      | 5,5    | 15     | 7      | 15     | 1      | 6          | 4         | 6         | 10          | 3                | 9           | 14        | 11         | 9          | 10,5           | 10         | 13         | 5          | 315    | 8    |
| 1. Division | Frauen     | 9      | 11     | 9      | 9      | 10     | 11     | 5          | 10        | 8         | 10          | 12               | 16          | 11        | 4          | 13         | 1              | 9          | 5          | 1          | 315    | 8    |

* Die Frauen traten über 100 m Hürden, statt 110 m Hürden an.
** Die 4 × 400 m waren ein Mixed-Wettkampf.

#### Einzelresultate
| Wettbewerb       | Männer                                                      | Männer         | Männer | Männer      | Frauen                                                           | Frauen       | Frauen | Frauen      |
| Wettbewerb       | Athlet                                                      | Ergebnis       | Rang   | Rang Gesamt | Athletin                                                         | Ergebnis     | Rang   | Rang Gesamt |
| ---------------- | ----------------------------------------------------------- | -------------- | ------ | ----------- | ---------------------------------------------------------------- | ------------ | ------ | ----------- |
| 100 m            | Carlos Nascimento                                           | 10,38 s SB     | 10     | 15          | Arialis Gandulla                                                 | 11,33 s      | 08     | 09          |
| 200 m            | Delvis Santos                                               | 21,18 s SB     | =11    | =22         | Arialis Gandulla                                                 | 23,12 s      | 06     | 08          |
| 400 m            | João Coelho                                                 | 45,05 s NR     | 02     | Silber      | Cátia Azevedo                                                    | 51,93 s      | 08     | 13          |
| 800 m            | José Carlos Pinto                                           | 1:47,76 min SB | 10     | 12          | Patrícia Silva                                                   | 2:01,82 min  | 08     | 15          |
| 1500 m           | Isaac Nader                                                 | 3:37,37 min    | 02     | Silber      | Marta Pen Freitas                                                | 4:13,50 min  | 07     | 13          |
| 5000 m           | Rúben Amaral                                                | 14:48,70 min   | 16     | 35          | Mariana Machado                                                  | 15:33,93 min | 06     | 09          |
| 110/100 m Hürden | Sisínio Ambriz                                              | 13,85 s EU20L  | 11     | 14          | Catarina Queirós                                                 | 13,43 s      | 12     | 23          |
| 400 m Hürden     | Yuben Munary Gonçalves                                      | 50,79 s PB     | 13     | 19          | Fatoumata Binta Diallo                                           | 55,57 s PB   | 07     | 07          |
| 3000 m Hindernis | Etson Barros                                                | 8:53,47 min    | 14     | 18          | Laura Taborda                                                    | 9:55,56 min  | 05     | 10          |
| 4 × 100 m        | Carlos Nascimento Gabriel Maia Delvis Santos André Prazeres | 39,74 s SB     | 11     | 17          | Lorène Dorcas Bazolo Arialis Gandulla Rosalina Santos Íris Silva | 44,27 s NR   | 09     | 14          |
| Kugelstoßen      | Francisco Belo                                              | 19,64 m        | 08     | 14          | Auriol Dongmo                                                    | 19,07 m      | 01     | Gold        |
| Speerwurf        | Leandro Ramos                                               | 81,62 m SB     | 03     | 05          | Claudia Ferreira                                                 | 55,82 m PB   | 06     | 14          |
| Hammerwurf       | Décio Andrade                                               | 72,03 m        | 06     | 10          | Mariana Pestana                                                  | 61,14 m      | 13     | 23          |
| Diskuswurf       | Emanuel Sousa                                               | 59,44 m        | 08     | 16          | Liliana Cá                                                       | 63,21 m      | 04     | 04          |
| Stabhochsprung   | Pedro Buaró                                                 | 4,65 m PB      | =6     | =6          | Marta Onofre                                                     | 3,90 m       | 16     | 21          |
| Hochsprung       | Gerson Baldé                                                | 2,17 m         | 07     | 11          | Anabela Neto                                                     | 1,84 m SB    | 08     | 15          |
| Dreisprung       | Tiago Pereira                                               | 16,32 m        | 04     | 06          | Evelise Veiga                                                    | 12,80 m SB   | 12     | 23          |
| Weitsprung       | Ivo Tavares                                                 | 7,40 m         | 12     | 22          | Catarina Queirós                                                 | 5,53 m       | 16     | 35          |

| Wettbewerb | Mixed                                                               | Mixed          | Mixed | Mixed       |
| Wettbewerb | Athleten                                                            | Ergebnis       | Rang  | Rang Gesamt |
| ---------- | ------------------------------------------------------------------- | -------------- | ----- | ----------- |
| 4 × 400 m  | João Coelho Cátia Azevedo Ricardo dos Santos Fatoumata Binta Diallo | 3:14,06 min SB | 7     | 7           |

Ersatz: Salomé Afonso, Beatriz Andrade, Frederico Curvelo, Mauro Pereira, Pedro Pichardo, Carina Vanessa

### Moderner Fünfkampf
| Athleten       | Wettbewerb | Qualifikation | Qualifikation | Halbfinale    | Halbfinale    | Finale        | Finale        | Finale        | Finale        | Finale        | Finale        | Finale        | Finale        | Gesamt        | Gesamt        |
| Athleten       | Wettbewerb | Qualifikation | Qualifikation | Halbfinale    | Halbfinale    | Fechten       | Fechten       | Reiten        | Reiten        | Schwimmen     | Schwimmen     | Combined      | Combined      | Gesamt        | Gesamt        |
| Athleten       | Wettbewerb | Punkte        | Rang          | Punkte        | Rang          | Punkte        | Rang          | Punkte        | Rang          | Punkte        | Rang          | Punkte        | Rang          | Punkte        | Rang          |
| -------------- | ---------- | ------------- | ------------- | ------------- | ------------- | ------------- | ------------- | ------------- | ------------- | ------------- | ------------- | ------------- | ------------- | ------------- | ------------- |
| Männer         |            |               |               |               |               |               |               |               |               |               |               |               |               |               |               |
| Duarte Taleigo | Einzel     | 1130          | 26            | ausgeschieden | ausgeschieden | ausgeschieden | ausgeschieden | ausgeschieden | ausgeschieden | ausgeschieden | ausgeschieden | ausgeschieden | ausgeschieden | ausgeschieden | ausgeschieden |

### Muay Thai
| Athleten          | Wettbewerb                    | Viertelfinale   | Viertelfinale | Halbfinale               | Halbfinale    | Finale              | Finale        | Rang   |
| Athleten          | Wettbewerb                    | Gegner          | Ergebnis      | Gegner                   | Ergebnis      | Gegner              | Ergebnis      | Rang   |
| ----------------- | ----------------------------- | --------------- | ------------- | ------------------------ | ------------- | ------------------- | ------------- | ------ |
| Frauen            |                               |                 |               |                          |               |                     |               |        |
| Filipa Oliveira   | Bantamgewicht (bis 54 kg)     | Elene Loladze   | Niederlage    | ausgeschieden            | ausgeschieden | ausgeschieden       | ausgeschieden | =5     |
| Matilde Rodrigues | Federgewicht (bis 57 kg)      | Anne Sandegaard | Sieg          | Finlândia Miina Sirkroja | Sieg          | Patricia Axling     | Niederlage    | Silber |
| Männer            |                               |                 |               |                          |               |                     |               |        |
| Gonçalo Noites    | Halbmittelgewicht (bis 71 kg) | Rasmus Eriksson | Sieg          | Jakub Rajewski           | Sieg          | Oleksandr Yefimenko | Niederlage    | Silber |
| Luís Morais       | Schwergewicht (bis 91 kg)     | Enrico Pellegri | Niederlage    | ausgeschieden            | ausgeschieden | ausgeschieden       | ausgeschieden | =5     |

### Padel
Portugal konnte sich im Doppel gegen die dominierenden Nationen Italien und Spanien durchsetzen, die acht von neun Medaillen gewinnen konnten. Portugal erreichte mit den beiden Padelspielern Afonso Fazendeiro und Miguel Oliveira die einzige Bronzemedaille, die nicht an die beiden Nationen ging.
| Athleten                            | Wettbewerb | 1. Runde                            | 1. Runde | Achtelfinale                   | Achtelfinale  | Viertelfinale                   | Viertelfinale | Halbfinale                    | Halbfinale    | Finale                        | Finale        | Rang   |
| Athleten                            | Wettbewerb | Gegner                              | Erg.     | Gegner                         | Erg.          | Gegner                          | Erg.          | Gegner                        | Erg.          | Gegner                        | Erg.          | Rang   |
| ----------------------------------- | ---------- | ----------------------------------- | -------- | ------------------------------ | ------------- | ------------------------------- | ------------- | ----------------------------- | ------------- | ----------------------------- | ------------- | ------ |
| Frauen                              |            |                                     |          |                                |               |                                 |               |                               |               |                               |               |        |
| Catarina Vilela Kátia Rodrigues     | Doppel     | Maria Rasmussen Gitte Haxen         | 1:2      | ausgeschieden                  | ausgeschieden | ausgeschieden                   | ausgeschieden | ausgeschieden                 | ausgeschieden | ausgeschieden                 | ausgeschieden | = 17   |
| Catarina Santos Margarida Fernandes | Doppel     | Jessica Ginier Lucile Pothier       | 1:2      | ausgeschieden                  | ausgeschieden | ausgeschieden                   | ausgeschieden | ausgeschieden                 | ausgeschieden | ausgeschieden                 | ausgeschieden | = 17   |
| Männer                              |            |                                     |          |                                |               |                                 |               |                               |               |                               |               |        |
| Afonso Fazendeiro Miguel Oliveira   | Doppel     | Dominik Bierent M.-K. Bruzszkiewicz | 2:0      | Sean Neave Sam McKibbin        | 2:0           | Adrien Maigret Benjamin Tison   | 2:0           | Alonso Rodrigues Pablo Garcia | 0:2           | Simone Cremona Marco Cassetta | 2:1           | Bronze |
| Miguel Deus Nuno Deus               | Doppel     | Rainhard Boisits D. H. Pilser       | 2:0      | Kilian Jordan Valentin Wenger  | 2:0           | Daniel Santigosa David Gala     | 0:2           | ausgeschieden                 | ausgeschieden | ausgeschieden                 | ausgeschieden | 5      |
| Mixed                               |            |                                     |          |                                |               |                                 |               |                               |               |                               |               |        |
| Catarina Vilela Miguel Deus         | Doppel     | –                                   | –        | Janine Hemmes Sten F. Richters | 2:1           | Lucile Pothier Thomas F. Leygue | 1:2           | ausgeschieden                 | ausgeschieden | ausgeschieden                 | ausgeschieden | 5      |
| Kátia Rodrigues Nuno Deus           | Doppel     | –                                   | –        | Victoria Kurz Matthias Wunner  | 2:1           | ausgeschieden                   | ausgeschieden | ausgeschieden                 | ausgeschieden | ausgeschieden                 | ausgeschieden | 9      |

### Radsport

#### Mountainbike
| Athleten           | Wettbewerb    | Zeit      | Rang |
| ------------------ | ------------- | --------- | ---- |
| Frauen             |               |           |      |
| Raquel Queirós     | Cross-Country | 1:30:52 h | 37   |
| Männer             |               |           |      |
| Ricardo Marinheiro | Cross-Country | 1:30:52 h | 54   |

### Schießen
| Athleten                                                        | Wettbewerb        | Qualifikation   | Qualifikation | Halbfinale      | Halbfinale    | Finale          | Finale        | Rang   |
| Athleten                                                        | Wettbewerb        | Ringe/ Scheiben | Rang          | Ringe/ Scheiben | Rang          | Ringe/ Scheiben | Rang          | Rang   |
| --------------------------------------------------------------- | ----------------- | --------------- | ------------- | --------------- | ------------- | --------------- | ------------- | ------ |
| Frauen                                                          |                   |                 |               |                 |               |                 |               |        |
| Joana Castelão                                                  | 25 m Sportpistole | 578             | 13            | ausgeschieden   | ausgeschieden | ausgeschieden   | ausgeschieden | 13     |
| Joana Castelão                                                  | 10 m Luftpistole  | 562             | 30            | ausgeschieden   | ausgeschieden | ausgeschieden   | ausgeschieden | 30     |
| Maria Inês Barros                                               | Trap              | 115             | 14            | ausgeschieden   | ausgeschieden | ausgeschieden   | ausgeschieden | 14     |
| Männer                                                          | Trap              |                 |               |                 |               |                 |               |        |
| João Costa                                                      | 10 m Luftpistole  | 578             | 8             | 197,1           | 5             | ausgeschieden   | ausgeschieden | 5      |
| João Azevedo                                                    | Trap              | 121             | 11            | ausgeschieden   | ausgeschieden | ausgeschieden   | ausgeschieden | =11    |
| Armelim Rodrigues                                               | Trap              | 121             | 11            | ausgeschieden   | ausgeschieden | ausgeschieden   | ausgeschieden | =11    |
| João Azevedo, José Manuel Bruno Faria, Armelim Coelho Rodrigues | Trap Mannschaft   | 217             | 3             | –               | –             | Italien         | 6:0           | Bronze |
| Mixed                                                           |                   |                 |               |                 |               |                 |               |        |
| Joana Castelão João Costa                                       | 10 m Luftpistole  | 561             | 25            | ausgeschieden   | ausgeschieden | ausgeschieden   | ausgeschieden | 25     |

### 7er-Rugby
| Wettbewerb       | Männer                                                        | Frauen                                         |
| ---------------- | ------------------------------------------------------------- | ---------------------------------------------- |
| Gruppenphase     | Litauen (38:12) Rumänien (45:7) Vereinigtes Königreich (5:31) | Deutschland (19:17) Polen (0:26) Türkei (36:5) |
| Viertelfinale    | Georgien (5:31)                                               | Belgien (5:22)                                 |
| Spiel um Platz 5 | –                                                             | Deutschland (7:22)                             |
| Spiel um Platz 7 | –                                                             | Italien (7:34)                                 |
| Halbfinale       | Irland (7:22)                                                 | ausgeschieden                                  |
| Spiel um Platz 3 | Spanien (0:42)                                                | ausgeschieden                                  |
| Finale           | ausgeschieden                                                 | ausgeschieden                                  |
| Rang             | 4                                                             | 8                                              |

### Synchronschwimmen
| Athlet | Wettbewerb                       | Qualifikation | Qualifikation | Finale   | Finale | Rang |
| Athlet | Wettbewerb                       | Punkte        | Rang          | Punkte   | Rang   | Rang |
| --- | -------------------------------- | ------------- | ------------- | -------- | ------ | ---- |
| Offen |                                  |               |               |          |        |      |
| Cheila Vieria Maria Beatriz Gonçalves                                                                                                 | Mixed Duett technisches Programm | –             | –             | 201,6166 | 11     | 11   |
| Cheila Vieria Maria Beatriz Gonçalves                                                                                                 | Mixed Duett freies Programm      | 183,3963      | 8             | 171,3731 | 7      | /    |
| Anna Carvalho Beatriz Gama Carlota Fonseca Filipa Faria Inês Budini Joana Rosa Lara Botelho Mariana Rocha Marta Moreira Matilde Sousa | Mannschaft technisches Programm  | —             | —             | 184,6558 | 7      | 7    |
| Anna Carvalho Beatriz Gama Carlota Fonseca Filipa Faria Inês Budini Joana Rosa Lara Botelho Mariana Rocha Marta Moreira Matilde Sousa | Mannschaft Kombination           | —             | —             | 155,8400 | 7      | 7    |

### Taekwondo
| Athleten       | Wettbewerb                 | Achtelfinale           | Achtelfinale | Viertelfinale | Viertelfinale | Halbfinale    | Halbfinale    | Hoffnungsrunde | Hoffnungsrunde | Finale        | Finale        | Rang |
| Athleten       | Wettbewerb                 | Gegner                 | Erg.         | Gegner        | Erg.          | Gegner        | Erg.          | Gegner         | Erg.           | Gegner        | Erg.          | Rang |
| -------------- | -------------------------- | ---------------------- | ------------ | ------------- | ------------- | ------------- | ------------- | -------------- | -------------- | ------------- | ------------- | ---- |
| Frauen         |                            |                        |              |               |               |               |               |                |                |               |               |      |
| Joana Cunha    | Federgewicht (bis 57 kg)   | Patrycja Adamkiewicz   | 0:2          | ausgeschieden | ausgeschieden | ausgeschieden | ausgeschieden | ausgeschieden  | ausgeschieden  | ausgeschieden | ausgeschieden | =11  |
| Männer         |                            |                        |              |               |               |               |               |                |                |               |               |      |
| Rui Bragança   | Fliegengewicht (bis 58 kg) | Cyrian Ravet           | 0:2          | ausgeschieden | ausgeschieden | ausgeschieden | ausgeschieden | ausgeschieden  | ausgeschieden  | ausgeschieden | ausgeschieden | =11  |
| Júlio Ferreira | Weltergewicht (bis 80 kg)  | Kostiantyn Kostenevych | 0:2          | ausgeschieden | ausgeschieden | ausgeschieden | ausgeschieden | ausgeschieden  | ausgeschieden  | ausgeschieden | ausgeschieden | =11  |

### Teqball
| Athleten                    | Wettbewerb | Gruppenphase          | Gruppenphase | Gruppenphase | Viertelfinale                | Viertelfinale | Halbfinale    | Halbfinale    | Finale        | Finale        | Rang          |
| Athleten                    | Wettbewerb | Gegner                | Ergebnis     | Rang         | Gegner                       | Ergebnis      | Gegner        | Ergebnis      | Gegner        | Ergebnis      | Rang          |
| --------------------------- | ---------- | --------------------- | ------------ | ------------ | ---------------------------- | ------------- | ------------- | ------------- | ------------- | ------------- | ------------- |
| Frauen                      |            |                       |              |              |                              |               |               |               |               |               |               |
| Carla Couto                 | Einzel     | Iva Burvalova         | 0:2          | 3            | ausgeschieden                | ausgeschieden | ausgeschieden | ausgeschieden | ausgeschieden | ausgeschieden | =17           |
| Carla Couto                 | Einzel     | Adriana Kecerova      | 2:0          | 3            | ausgeschieden                | ausgeschieden | ausgeschieden | ausgeschieden | ausgeschieden | ausgeschieden | =17           |
| Carla Couto                 | Einzel     | Kinga Barabasi        | 2:0          | 3            | ausgeschieden                | ausgeschieden | ausgeschieden | ausgeschieden | ausgeschieden | ausgeschieden | =17           |
| Männer                      |            |                       |              |              |                              |               |               |               |               |               |               |
| João Pinheiro               | Einzel     | Marian Badar          | 2:0          | 2            | ausgeschieden                | ausgeschieden | ausgeschieden | ausgeschieden | ausgeschieden | ausgeschieden | ausgeschieden |
| João Pinheiro               | Einzel     | Apor Gyoergydeak      | 0:2          | 2            | ausgeschieden                | ausgeschieden | ausgeschieden | ausgeschieden | ausgeschieden | ausgeschieden | ausgeschieden |
| Mixed                       |            |                       |              |              |                              |               |               |               |               |               |               |
| Manuela Parente Luís Santos | Doppel     | Jeppesen / Dahlmann   | 2:0          | 2            | Maja Umicevic / Nikola Mitro | 0:2           | ausgeschieden | ausgeschieden | ausgeschieden | ausgeschieden | =9            |
| Manuela Parente Luís Santos | Doppel     | Flaks / Zachová       | 0:2          | 2            | Maja Umicevic / Nikola Mitro | 0:2           | ausgeschieden | ausgeschieden | ausgeschieden | ausgeschieden | =9            |
| Manuela Parente Luís Santos | Doppel     | Gloeckner / Staechlin | 0:2          | 2            | Maja Umicevic / Nikola Mitro | 0:2           | ausgeschieden | ausgeschieden | ausgeschieden | ausgeschieden | =9            |

### Tischtennis
| Athleten                                                 | Wettbewerb | 1. Runde | 1. Runde | 2. Runde          | 2. Runde | 3. Runde            | 3. Runde | Achtelfinale      | Achtelfinale  | Viertelfinale | Viertelfinale | Halbfinale    | Halbfinale    | Finale/Spiel um Platz 3 | Finale/Spiel um Platz 3 | Rang   |
| Athleten                                                 | Wettbewerb | Gegner   | Ergebnis | Gegner            | Ergebnis | Gegner              | Ergebnis | Gegner            | Ergebnis      | Gegner        | Ergebnis      | Gegner        | Ergebnis      | Gegner                  | Ergebnis                | Rang   |
| -------------------------------------------------------- | ---------- | -------- | -------- | ----------------- | -------- | ------------------- | -------- | ----------------- | ------------- | ------------- | ------------- | ------------- | ------------- | ----------------------- | ----------------------- | ------ |
| Frauen                                                   |            |          |          |                   |          |                     |          |                   |               |               |               |               |               |                         |                         |        |
| Fu Yu                                                    | Einzel     | —        | —        | —                 | —        | Sofia Zhang Xu      | 4:0      | Prithika Pavade   | 4:2           | Xiaoxin Yang  | 0:4           | ausgeschieden | ausgeschieden | ausgeschieden           | ausgeschieden           | = 9    |
| Jieni Shao                                               | Einzel     | —        | —        | —                 | —        | Mercedes Nagyvaradi | 4:0      | Nina Mittelham    | 4:1           | ausgeschieden | ausgeschieden | ausgeschieden | ausgeschieden | ausgeschieden           | ausgeschieden           | = 17   |
| Fu Yu Jieni Shao Inês Matos Matilde Pinto                | Mannschaft | —        | —        | —                 | —        | —                   | —        | —                 | —             | Ukraine       | 3:1           | Deutschland   | 0:3           | Frankreich              | 3:0                     | Bronze |
| Männer                                                   |            |          |          |                   |          |                     |          |                   |               |               |               |               |               |                         |                         |        |
| Marcos Freitas                                           | Einzel     | —        | —        | Dimitrije Levajac | 4:0      | Tomislav Pucar      | 4:2      | Kristian Karlsson | 4:3           | Darko Jorgic  | 4:2           | Alexis Lebrun | 4:2           | Felix Lebrun            | 2:4                     | Silber |
| João Geraldo                                             | Einzel     | —        | —        | —                 | —        | Cedric Nuytinck     | 3:4      | ausgeschieden     | ausgeschieden | ausgeschieden | ausgeschieden | ausgeschieden | ausgeschieden | ausgeschieden           | ausgeschieden           | = 33   |
| Marcos Freitas João Geraldo João Monteiro Tiago Apolónia | Mannschaft | —        | —        | —                 | —        | —                   | —        | —                 | —             | Rumänien      | 3:0           | Deutschland   | 1:3           | Frankreich              | 2:3                     | 4      |